# 23-Zentimeter-Band

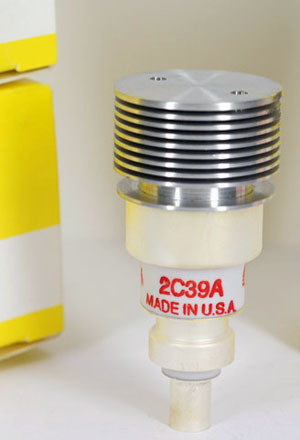
Senderöhre Eimac 2C39A für das 23-cm-Band

Das 23-Zentimeter-Band ist ein Amateurfunkband, das zwischen 1,24 GHz und 1,30 GHz liegt und damit im Mikrowellen- und gleichzeitig im UHF-Frequenzbereich. Der Name des Bandes leitet sich von der dazugehörigen Wellenlänge ab, die zwischen 23 und 24,2 cm beträgt. Zuweilen wird dieses Frequenzband auch als 24-Zentimeter-Band bezeichnet.

## Bandplan
Der Amateurfunk-Bandplan sieht wie folgt aus:
| Frequenzbereich       | Nutzung                                               |
| --------------------- | ----------------------------------------------------- |
| 1240,000–1241,000 MHz | Digital Link (+59 MHz Shift)                          |
| 1241,000–1242,000 MHz | Digital Link (+53,5 MHz Shift)                        |
| 1242,025–1242,700 MHz | FM-Relaisausgabe (+28 MHz Shift)                      |
| 1242,725–1243,250 MHz | PR Duplex, Digipeaterausgabe (+28 MHz Shift)          |
| 1243,250–1260,000 MHz | ATV                                                   |
| 1260,000–1270,000 MHz | Amateurfunksatelliten                                 |
| 1270,025–1270,700 MHz | FM-Relaiseingabe (-28 MHz Shift)                      |
| 1270,725–1271,250 MHz | PR Duplex, Duplexeingabe (-28 MHz Shift)              |
| 1272,000–1290,994 MHz | ATV, TX (16 MHz)                                      |
| 1290,994–1291,481 MHz | FM-Relaiseingabe (-6 MHz Shift)                       |
| 1291,494–1293,150 MHz | alle Betriebsarten                                    |
| 1293,150–1294,350 MHz | Relaiseingabe                                         |
| 1294,350–1296,000 MHz | alle Betriebsarten                                    |
| 1296,000–1296,025 MHz | CW, EME                                               |
| 1296,025–1296,150 MHz | CW, Aktivitätszentrum PSK31 1296,138 MHz              |
| 1296,150–1296,400 MHz | CW und SSB, Aktivitätszentrum Schmalband 1296,200 MHz |
| 1296,400–1296,600 MHz | CW und SSB, Lineartranspondereingabe                  |
| 1296,500 MHz          | SSTV Schmalband                                       |
| 1296,600 MHz          | RTTY (FSK/PSK)                                        |
| 1296,700 MHz          | FAX (FSK/PSK)                                         |
| 1296,600–1296,800 MHz | Lineartransponderausgabe                              |
| 1296,800–1296,994 MHz | Internationales Baken-Projekt, kein Sendebetrieb      |
| 1296,994–1297,481 MHz | FM-Relaisausgabe (-6 MHz Shift)                       |
| 1297,494–1297,981 MHz | FM Simplex (NBFM)                                     |
| 1298,025–1298,500 MHz | FM-Relaisausgaben (-28 MHz Shift)                     |
| 1298,725–1299,000 MHz | PR Duplex, Duplexausgabe (-28 MHz Shift)              |
| 1299,000–1300,000 MHz | Digital Link (-59 MHz Shift)                          |

Amateurfunk ist auf 23 cm nur sekundärer Funkdienst und hat regional gegenüber militärischen Anwendungen einige Einschränkungen.
Der meiste Funkbetrieb läuft auf den FM-Relais ab. In den 1980er Jahren gab es von vielen Herstellern kommerzielle Amateurfunkgeräte für 23 cm. Inzwischen ist das Angebot u. a. wegen der Frequenzunsicherheit als Sekundärnutzer stark geschrumpft.
Am 14. Juli 2017 wurde als Reichweitenrekord eine Troposcatter-SSB-Verbindung über 2662 km zwischen Südwestengland und Gran Canaria hergestellt.